# Framed (Lied)
Framed (englisch für „reingelegt“, im Sinne von „jemandem eine Tat anheften“) ist ein Lied des US-amerikanischen Rappers Eminem, das am 15. Dezember 2017 auf seinem neunten Studioalbum Revival veröffentlicht wurde.

## Inhalt
Im Lied schlüpft Eminem teilweise in die Rolle seines Alter Egos Slim Shady und berichtet von Morden, die er begangen haben soll. Beim ersten Mord hat er eine Frau zerhackt und sie vor den Trailer von Steven Avery gelegt. Im Refrain streitet er dagegen jede Ausführung eines Mordes ab, da hier wieder Eminem rappt. Eminem erwähnt, dass er durch die Drogen zum Monster geworden sei. Er fragt sich, warum Ivanka Trump in seinem Kofferraum liegt und will diesem auf den Grund gehen. An den zweiten Mord hat er angeblich keine Erinnerungen mehr. Seinem Verteidiger habe er die Halsschlagader aufgeschnitten und ihn danach in einen Mixer gestopft. In der letzten Strophe rappt er, wie er an mehreren Orten gesichtet wurde, an denen die Taten verübt wurden. Für die Vergewaltigung von acht männerhassenden Frauen musste er in einem Gefängnis sitzen, aus dem er später jedoch floh. Ihm sei nie aufgefallen, dass er für die Beschreibung eines Mordes in einem Lied eine Strafe bekommen könne.

## Produktion
Framed wurde von dem Musikproduzent Fredwreck in Zusammenarbeit mit Eminem, der als Co-Produzent fungierte, produziert. Das Lied enthält eine Interpolation des Songs Pilgrim von C&K Vocal. Im Text wurde das Wort „raping“ (englisch für „vergewaltigen“) zensiert.

## Musikvideo
Ein Musikvideo zum Song wurde am 3. April 2018 veröffentlicht. Es startet mit einem Bericht eines Reporters namens Stan Dresden, in dem dieser erwähnt, dass Eminem aus einer Anstalt entflohen sei. Der Name des Reporters ist eine Anspielung auf den Eminem-Song Stan und die Straße, in der Eminem aufgewachsen ist, die Dresden Street. In einer anderen Szene interviewt der Reporter den Detektiv Shelter. Dieser berichtet, dass er mit Eminem telefoniert habe und er immer sagen würde, dass er „gefasst“ worden wäre. Nach dem kurzen Interview begibt sich der Detektiv in Richtung des Hauses, in dem sich Eminem aufhält. Die dritte Strophe fängt mit einem schwarzen Bildschirm an, was eine Anspielung auf Eminems Lied 3 a.m. sein soll. Beim Gespräch mit Shelter sieht Eminem immer verschiedene Dinge, wie Symbole oder sich selbst und lehnt alles, was der Detektiv sagt, ab. Die beiden sieht man später wieder, allerdings diesmal in einer Irrenanstalt. Während Eminem in einem Mantel auf einem Rollstuhl sitzt, pendelt der Detektiv eine Uhr vor ihm. Eine Krankenschwester bringt Shelter eine Spritze, mit der er Eminem bewusstlos werden lässt. Am Ende wird Eminem von der Krankenschwester weggebracht.

## Rezeption
Das Magazin XXL bewertete Framed positiv: Der Song sei „unheimlich und großartig“. Im Gegensatz dazu gab es auch negative Kritiken seitens der Consequence of Sound: Das Lied sei nur „ein Zeitlupengeschrei des Titels, welcher auf einen unheiligen Hybrid aus Adam Sandler, Will Ferrell und Pee-Wee Herman abzielt und immer noch irgendwie zu kurz kommt“.